# 下位
| ウィキペディアには「下位」という見出しの百科事典記事はありません（タイトルに「下位」を含むページの一覧/「下位」で始まるページの一覧）。 代わりにウィクショナリーのページ「下位」が役に立つかもしれません。 |